# Parsifal Barroso
José Parsifal Barroso (Fortaleza, 5 de julho de 1913 — Fortaleza, 21 de abril de 1986) foi um advogado, professor, jornalista e político brasileiro.

## Biografia
Filho de Hermínio Barroso, comerciante, advogado, professor e deputado federal pelo Ceará de 1918 a 1920, e de Emília Cunha Barroso. Fez os primeiros estudos em Fortaleza e o curso secundário no Liceu do Ceará de 1925 a 1929, matriculando-se, no ano seguinte, na Faculdade de Direito do Ceará. Ainda em 1930 concorreu à cadeira de livre-docente de química do Liceu com a tese As teorias de Geber, que viria a publicar em 1939. A congregação daquele estabelecimento, porém, não aceitou sua inscrição, por ser o candidato menor de 21 anos. Em abril de 1931 foi nomeado catedrático interino de alemão no mesmo liceu, matéria que continuou lecionando até 1934, ingressando, assim, definitivamente no magistério. Foi também professor de química e de história natural enquanto estudava direito. Como acadêmico, fundou, promoveu e presidiu uma organização de universitários católicos. Em dezembro de 1933 bacharelou-se em ciências jurídicas e sociais, sendo escolhido orador da turma.
Em 1935 foi nomeado procurador secional do Instituto de Aposentadoria e Pensões dos Comerciários (IAPC). No ano seguinte foi eleito deputado classista à Assembleia Legislativa do Ceará, representando o professorado e os empregados do comércio, indústria e transportes. Permaneceu na Assembléia até o advento do Estado Novo (10/11/1937), que suprimiu os órgãos legislativos do país, e a partir de então passou a dedicar-se à advocacia e ao magistério. Em 1937 representou o Ceará no III Congresso Sul-Americano de Química, tendo sido eleito secretário da seção de ensino de química. Em 1939 ingressou na Ação Católica Brasileira de Fortaleza e, no ano seguinte, passou a ser dirigente da entidade, colaborando com dom José Gaspar de Afonseca e Silva, então arcebispo de São Paulo, na organização da Ação Católica do Maranhão. Ainda em 1940, foi designado pelo Ministério da Educação examinador do concurso para a cadeira de economia política da Faculdade de Direito do Ceará. Tornando-se professor de filosofia e ciências econômicas da Faculdade de Filosofia e Ciências Econômicas do Ceará, foi também sócio-fundador e primeiro presidente do Sindicato de Professores daquele estado e membro do Instituto do Nordeste. Como advogado, ocupou os cargos de presidente da Comissão Mista de Conciliação e Julgamento de Fortaleza e de procurador da Previdência Social do Ministério do Trabalho, Indústria e Comércio.
Com a volta do país à normalidade democrática, após a deposição de Getúlio Vargas e a eleição do general Eurico Dutra para a presidência da República em 2 de dezembro de 1945, no pleito de janeiro de 1947 elegeu-se deputado constituinte pelo Ceará na legenda do Partido Social Democrático (PSD). Participou da elaboração da Constituição do Ceará e após sua promulgação passou a exercer o mandato ordinário. Foi eleito primeiro-secretário quando da recomposição da mesa, função à qual renunciou posteriormente. Participou das comissões de Educação e Cultura e de Finanças e Orçamento da Assembléia. Em 1949 abandonou o magistério, dedicando-se, daí em diante, apenas à carreira política.
No pleito de 3 de outubro de 1950, que elegeu Getúlio Vargas presidente da República, foi eleito deputado federal pelo Ceará na legenda do PSD, assumindo sua cadeira em fevereiro do ano seguinte, após deixar a Assembleia de seu estado. Nessa legislatura foi membro da Comissão de Finanças, sendo o relator do Plano de Valorização da Amazônia.
Ingressando no Partido Trabalhista Brasileiro (PTB), elegeu-se senador pelo Ceará em outubro de 1954, como candidato da coligação formada pelo PTB, a União Democrática Nacional (UDN) e o Partido Republicano (PR). Tendo concluído o mandato de deputado federal em 31 de janeiro de 1955, assumiu, no dia seguinte, a cadeira no Senado. Com a Posse de Juscelino Kubitschek na presidência da República em janeiro de 1956, foi nomeado ministro do Trabalho, Indústria e Comércio, fato que o afastou do Senado por dois anos e meio.

## Ministro do Trabalho (1956-1958)
Assumiu o ministério numa época de difícil definição política com relação à área trabalhista, especialmente a sindical, em função dos compromissos estabelecidos com a coligação partidária que levara Juscelino ao poder. Pelo acordo firmado entre o PSD e o PTB, a pasta do Trabalho caberia aos petebistas, representados por João Goulart, vice-presidente da República e chefe do partido. Entretanto, não agradava a Kubitschek que os comunistas, com os quais Goulart era bem relacionado, tivessem liberdade de ação dentro do movimento sindical. Desse modo, a gestão Parsifal Barroso refletiu a oscilação entre a tentativa do governo de estabelecer relações diretas com os sindicatos e o desejo de controlá-los. Parsifal tentou evitar a participação política da classe operária através do controle governamental das estruturas e lideranças sindicais. Decidiu tomar as medidas necessárias para impedir que a esquerda assumisse o controle dos sindicatos, até mesmo anular eleições ganhas pelos comunistas.
Por outro lado, adepto da Frente de Novembro, movimento fundado em março de 1956 pelo coronel Nemo Canabarro Lucas com o objetivo de dar conteúdo político ao movimento de novembro de 1955, liderado pelo general Henrique Teixeira Lott, promoveu, ao lado de João Goulart, passeatas e comícios. A Frente de Novembro opunha-se ao Clube da Lanterna, liderado pelo jornalista Carlos Lacerda, deputado federal na legenda da UDN. Com a colaboração de Parsifal Barroso, os comunistas promoveram, em 1º de setembro de 1956, uma homenagem dos trabalhadores ao duque de Caxias e outra, no palácio da Guerra, ao general Lott, patrono da Frente de Novembro.
Além de sua atuação na política sindical, desempenhou, como ministro, funções de caráter técnico. Foi chefe da representação brasileira à Conferência Internacional do Trabalho, realizada em Genebra (Suíça) em 1956, sob o patrocínio da Organização Internacional do Trabalho (OIT). No ano seguinte presidiu a Comissão de Enquadramento Sindical e foi membro do Conselho Coordenador de Abastecimento.
Em março de 1958, durante uma reunião de Juscelino com os governadores nordestinos, foi designado membro da comissão instituída para coordenar o auxílio ao Nordeste, que sofria na época os efeitos de grande seca. Essa comissão, presidida pelo ministro da Viação Lúcio Meira, era integrada também pelos titulares da Fazenda, José Maria Alkmin, e da Saúde, Maurício de Medeiros.
Com o propósito de concorrer no pleito de outubro de 1958 como candidato ao governo do Ceará, afastou-se do ministério em 30 de junho daquele ano, devido à exigência da lei eleitoral que estipulava um prazo para a desincompatibilização dos candidatos. Substituído por Fernando Nóbrega, voltou ao Senado para continuar seu mandato. Nessa ocasião, foi membro das comissões de Finanças e de Segurança Nacional. A emenda Faraco (emenda nº 18) que propunha a revisão constitucional do orçamento da União levou-o à tribuna, onde discursou ressaltando a insignificante influência do Senado no orçamento. Propôs a colaboração dos deputados através da criação de uma comissão mista para o estudo do projeto de lei disciplinador da elaboração orçamentária.
Em 3 de outubro de 1958, elegeu-se governador do Ceará na legenda das Oposições Coligadas, formada pelo PSD, o PTB e o Partido de Representação Popular (PRP), derrotando Virgílio Távora, candidato lançado pela coligação formada pela União Democrática Nacional (UDN) e pelo Partido Social Progressista (PSP).

## Governador do Ceará (1959-1963)
Assumiu o governo cearense em 25 de março de 1959, após encerrar seu mandato no Senado, num momento em que o governo enfrentava a oposição constante da UDN, do Partido Social Progressista (PSP) e do Partido Republicano (PR).
Em março de 1960, quando encontrava-se à frente do governo do estado, grandes temporais ocasionaram enchentes e inundações em vários estados do Nordeste e ameaçaram o açude de Orós, que vinha sendo construído no Ceará. Essa obra constituía uma das medidas efetuadas pelo governo federal para fazer frente aos problemas da região. Apesar das inúmeras tentativas para salvar a represa, ela se rompeu no dia 26 de março, ocasionando grandes danos à população local. Alguns dias depois, Juscelino seguiu para o Ceará a fim de visitar a região atingida e incentivar as obras, as quais foram concluídas um mês antes de deixar o governo.
Exerceu o governo do estado sob três presidências da República: de Juscelino Kubitschek, Jânio Quadros e João Goulart. Terminou por romper politicamente com o último deles, abandonando o PTB e passando a integrar, com seus amigos e correligionários, o Partido Trabalhista Nacional (PTN). Ao fim de seu governo, criou uma nova coligação política, sob o nome de União pelo Ceará, acrescentando aos partidos que o apoiavam a UDN, da qual proviria seu sucessor, Virgílio Távora, empossado em fevereiro de 1963.
Durante os primeiros anos do regime instaurado pelo movimento político-militar de 31 de março de 1964, retirou-se das funções públicas, só retornando em 1970 quando, em 15 de novembro, elegeu-se deputado federal pelo Ceará, na legenda da Aliança Renovadora Nacional (Arena), partido situacionista. Assumindo sua cadeira em fevereiro de 1971, tornou-se membro da Comissão de Educação e Cultura e suplente das comissões de Legislação Social e de Relações Exteriores da Câmara dos Deputados.
Vice-líder da Arena nessa casa a partir de maio de 1973, foi reeleito deputado federal pelo Ceará no pleito de novembro de 1974. Novamente vice-líder da Arena a partir de abril de 1975, foi, nesse mesmo ano, membro da Comissão de Ciência e Tecnologia e suplente da Comissão de Saúde da Câmara dos Deputados. Ainda em 1975 foi escolhido primeiro vogal da Fundação Milton Campos para Pesquisas e Assuntos Políticos, instituição criada pela direção da Arena em setembro daquele ano.
Nomeado ministro-conselheiro do Tribunal de Contas do Distrito Federal, renunciou a seu mandato de deputado federal em 30 de junho de 1977. Em 1978 dirigiu o seminário de estudos integrados, intitulado “Função das cidades de médio porte no desenvolvimento do Nordeste” realizado em Sobral (CE) e promovido pelo Projeto Rondon. No ano seguinte voltou ao magistério, lecionando estudos e problemas brasileiros no Centro de Ensino Unificado de Brasília (CEUB). Ainda em 1979 foi nomeado presidente do Tribunal de Contas do Distrito Federal, retornando posteriormente à função de ministro-conselheiro.
Além de político, professor e advogado, foi também redator do jornal O Estado, de Fortaleza, sócio do Sindicato de Jornalistas Profissionais do Rio de Janeiro e membro da Associação Cearense de Imprensa.

## Descendentes
Era casado com Raimunda Olga Monte Barroso, filha de Francisco de Almeida Monte, deputado federal pelo Ceará (1946-1963), com quem teve cinco filhos, um deles Francisco Régis Monte Barroso foi deputado federal pelo Ceará entre 1967 e 1971.

## Obras
- Pedro, Nosso Irmão, (1950),
- O Cearense, (1969),[10]
- Na Casa do Barão de Studart, (1969),
- Um Francês Cearense, (1973),[11]
- Senador Pompeu, Um Cabeça-chata Autêntico,

## Homenagens e distinções
- Uma escola em Fortaleza foi nomeada em homenagem ao governador.[12]
- Uma avenida em Fortaleza foi nomeada em homenagem ao governador.[13]